# District de Kota Belud
Le district de Kota Belud (malais : Daerah Kota Belud) est un district administratif de l'État malaisien de Sabah, qui fait partie de la Division de la côte occidentale. La capitale du district est dans la ville de Kota Belud.

### Liens connexes
- Districts de Malaisie